# Tragedia w Lesie Katyńskim
Tragedia w Lesie Katyńskim (ros. Трагедия в Катынском лесу) – radziecki propagandowy film dokumentalny z 1944 roku w reżyserii Iosifa Poselskiego, oskarżający Niemców o popełnienie zbrodni katyńskiej.

## Fabuła
Film rozpoczyna się od widoku zniszczonego Smoleńska po wyzwoleniu miasta spod niemieckiej okupacji, po czym akcja dokumentu przenosi się do Lasu Katyńskiego w zimowej scenerii. Żołnierze wnoszą do namiotu na noszach zwłoki polskich oficerów, po czym członkowie komisji Burdenki obserwują ekshumację zwłok i je badają. Korespondenci zagraniczni, w tym córka ambasadora Stanów Zjednoczonych w ZSRR Kathleen Harriman Mortimer, odwiedzają miejsce egzekucji polskich jeńców wojennych w Lesie Katyńskim, oglądają zwłoki, ubrania poległych i patrzą na masowe groby. Korespondenci zagraniczni odwiedzają wystawę dokumentów i dowodów materialnych wskazujących na rozstrzelanie polskich jeńców wojennych przez nazistów. Wśród eksponatów znajdują się listy z datą „wrzesień 1941”, dokumenty, rzeczy osobiste i eksponaty kryminalistyczne. Członkowie komisji Burdenki przesłuchują świadków w obecności zagranicznych korespondentów, w tym między innymi naocznego świadka zbrodni Parfiena Kisielewa. Widoczne są zwłoki leżące rzędami w śniegu i zbiorowa mogiła polskich jeńców wojennych, z krzyżem na grobie i napisem „Cześć Poległym 1941”. Członkowie delegacji jednostek 1 Korpusu Polskich Sił Zbrojnych w ZSRR składają wieńce na zbiorowej mogile i maszerują obok grobu. Ksiądz Wilhelm Kubsz odprawia nabożeństwo żałobne za polskich jeńców wojennych zamordowanych przez niemieckich nazistów.